# Acropimpla faciata
Acropimpla faciata är en stekelart som beskrevs av Gupta och Tikar 1976. Acropimpla faciata ingår i släktet Acropimpla och familjen brokparasitsteklar. Inga underarter finns listade i Catalogue of Life.